# Berzy-le-Sec
Berzy-le-Sec est une ancienne commune française située dans le département de l'Aisne, en région Hauts-de-France.
La commune, à la suite de décisions du conseil municipal et par arrêté préfectoral du 29 septembre 2022, devient une commune déléguée de la commune nouvelle de Bernoy-le-Château au 1er janvier 2023.

### Localisation

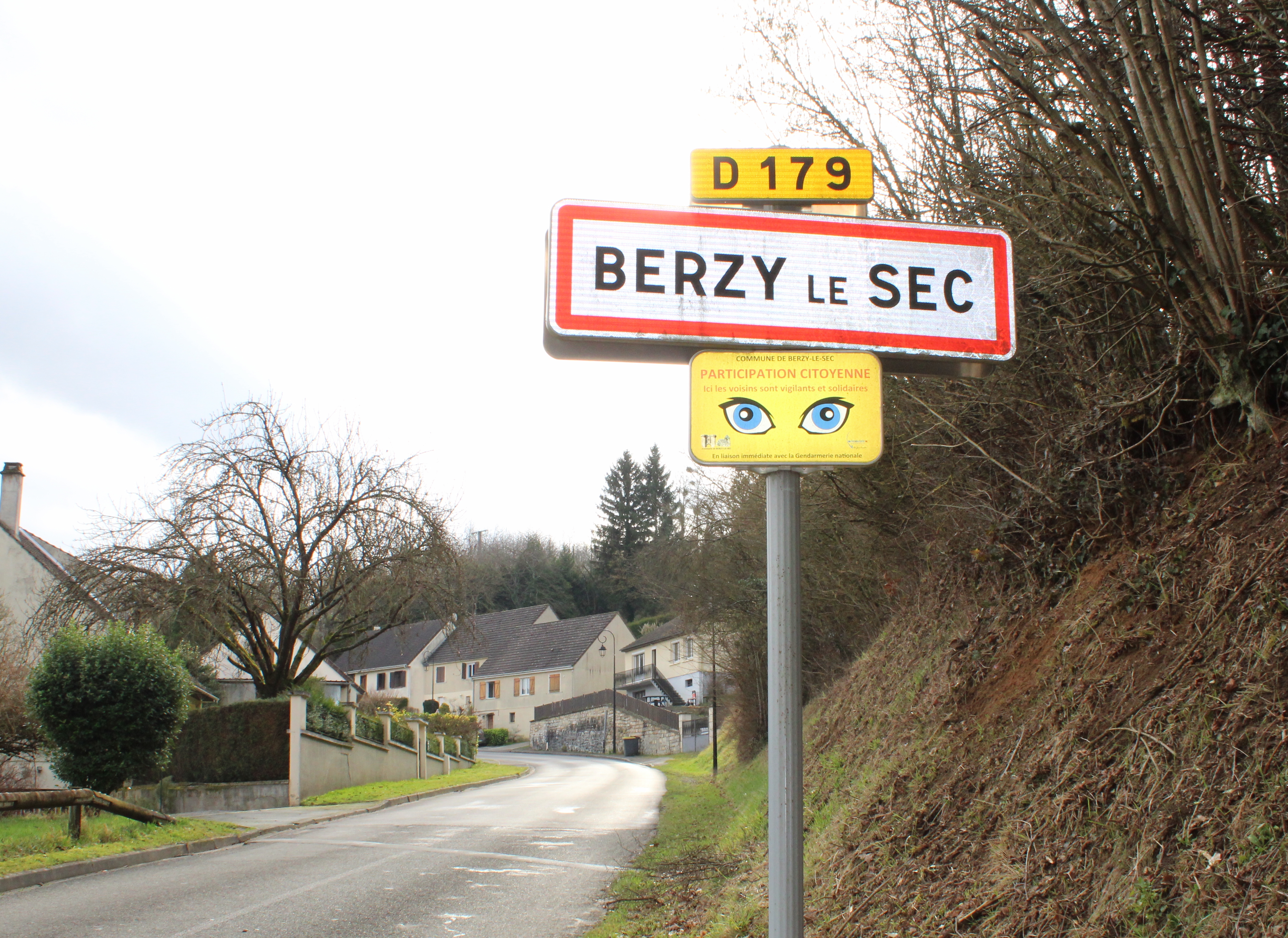
Entrée du village.

## Géographie

### Communes limitrophes
Le village est situé sur une hauteur, à 5 km environ au sud de Soissons

### Climat
Le climat qui caractérise la commune est qualifié, en 2010, de « climat océanique dégradé des plaines du Centre et du Nord », selon la typologie des climats de la France qui compte alors huit grands types de climats en métropole. En 2020, la commune ressort du type « climat océanique altéré » dans la classification établie par Météo-France, qui ne compte désormais, en première approche, que cinq grands types de climats en métropole. Il s’agit d’une zone de transition entre le climat océanique, le climat de montagne et le climat semi-continental. Les écarts de température entre hiver et été augmentent avec l'éloignement de la mer. La pluviométrie est plus faible qu'en bord de mer, sauf aux abords des reliefs.
Les paramètres climatiques qui ont permis d’établir la typologie de 2010 comportent six variables pour les températures et huit pour les précipitations, dont les valeurs correspondent à la normale 1971-2000. Les sept principales variables caractérisant la commune sont présentées dans l'encadré ci-après.
| Paramètres climatiques communaux sur la période 1971-2000 - Moyenne annuelle de température : 10,6 °C - Nombre de jours avec une température inférieure à −5 °C : 4,6 j - Nombre de jours avec une température supérieure à 30 °C : 4,5 j - Amplitude thermique annuelle : 15,3 °C - Cumuls annuels de précipitation : 704 mm - Nombre de jours de précipitation en janvier : 11,8 j - Nombre de jours de précipitation en juillet : 8,3 j |

Avec le changement climatique, ces variables ont évolué. Une étude réalisée en 2014 par la Direction générale de l'Énergie et du Climat complétée par des études régionales prévoit en effet que la  température moyenne devrait croître et la pluviométrie moyenne baisser, avec toutefois de fortes variations régionales. Ces changements peuvent être constatés sur la station météorologique de Météo-France la plus proche, « Soissons », sur la commune de Soissons, mise en service en 1963 et qui se trouve à 5 km à vol d'oiseau,, où la température moyenne annuelle est de 11,2 °C et la hauteur de précipitations de 730,9 mm pour la période 1981-2010.
Sur la station météorologique historique la plus proche, « Saint-Quentin », sur la commune de Fontaine-lès-Clercs,  mise en service en 1933 et à 53 km, la température moyenne annuelle évolue de 10 °C pour la période 1971-2000 à 10,3 °C pour 1981-2010, puis à 10,8 °C pour 1991-2020.

### Hydrographie
La Crise qui est une affluent de l'Aisne traverse, à l'est, le terroir de la commune du sud au nord sur environ 1 km. Le ruisseau du Visigneux, affluent de la Crise, traverse également le terroir de la commune au sud-est.

## Urbanisme

### Typologie
Berzy-le-Sec est une commune rurale,. Elle fait en effet partie des communes peu ou très peu denses, au sens de la grille communale de densité de l'Insee,.
Par ailleurs la commune fait partie de l'aire d'attraction de Soissons, dont elle est une commune de la couronne. Cette aire, qui regroupe 93 communes, est catégorisée dans les aires de 50 000 à moins de 200 000 habitants,.

### Occupation des sols
L'occupation des sols de la commune, telle qu'elle ressort de la base de données européenne d’occupation biophysique des sols Corine Land Cover (CLC), est marquée par l'importance des territoires agricoles (74,8 % en 2018), une proportion identique à celle de 1990 (74,8 %). La répartition détaillée en 2018 est la suivante : 
terres arables (69,9 %), forêts (20,7 %), zones agricoles hétérogènes (4,5 %), milieux à végétation arbustive et/ou herbacée (2,9 %), zones urbanisées (1,5 %), prairies (0,4 %).
L'évolution de l’occupation des sols de la commune et de ses infrastructures peut être observée sur les différentes représentations cartographiques du territoire : la carte de Cassini (XVIIIe siècle), la carte d'état-major (1820-1866) et les cartes ou photos aériennes de l'IGN pour la période actuelle (1950 à aujourd'hui).

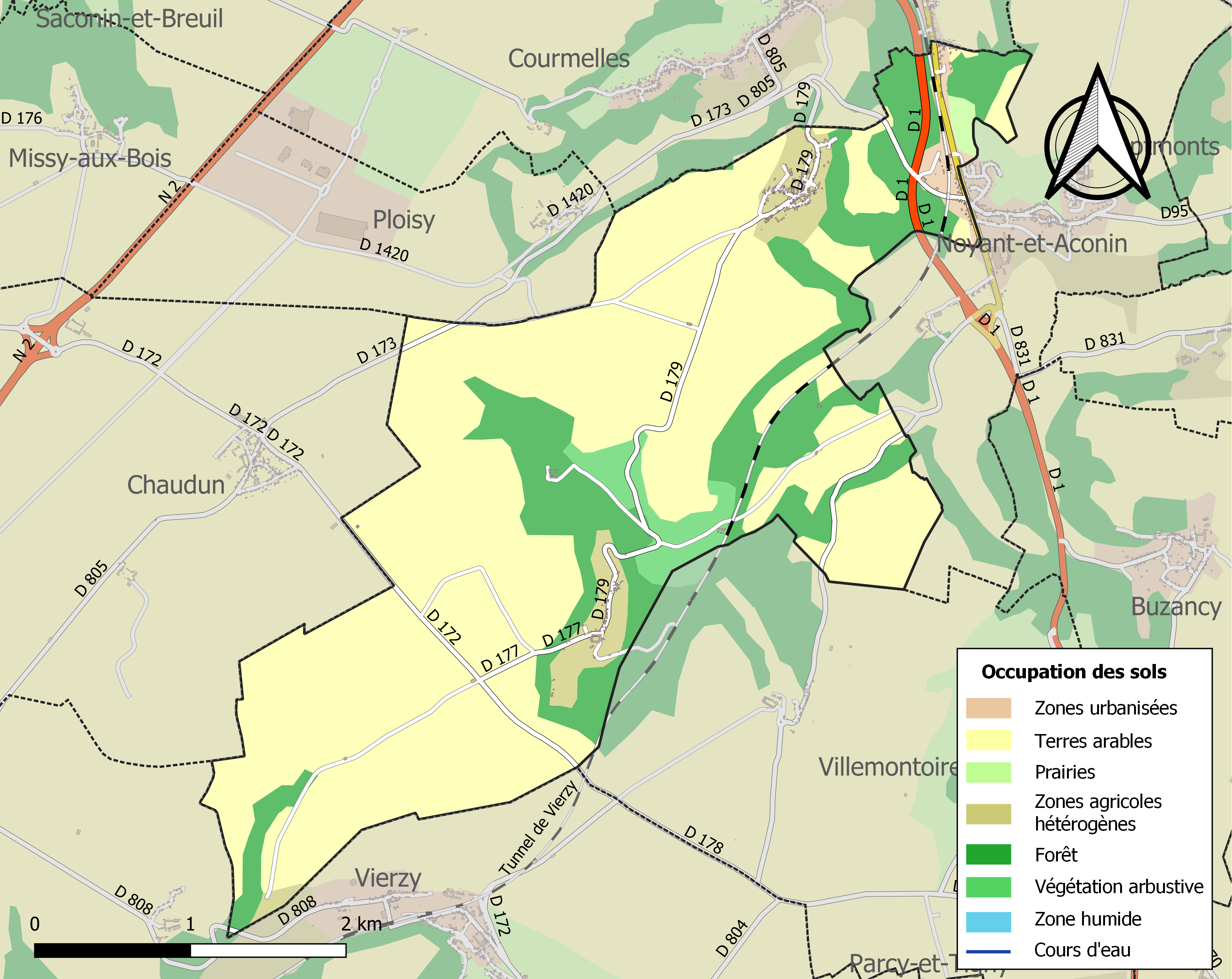
Carte des infrastructures et de l'occupation des sols de la commune en 2018 (CLC).

### Toponymie
Le village est cité pour la première fois en l'an 817 sous le nom latin de Bersiacus in comitatu Suessonico. Le nom évoluera encore de nombreuses fois en fonction des différents transcripteurs :   Berzisus, Berziacus, Berzi, en 1161, Berzicum, Bersy, Berzy-le-Secq  et enfin la dénomination actuelle  Berzy-le-Sec au XVIIIe siècle sur la carte de Cassini .

## Histoire

### Carte de Cassini
|  |  |

La carte de Cassini ci-dessus montre qu'au XVIIIe siècle, Berzy-le-Sec  est une paroisse perchée sur la rive gauche de la rivière de la Crise.

Au sud est, trois hameaux sont représentés : Visigneux, Chazet et l'Echelle. Sur le ruisseau du Visigneux, la Foulerie était un moulin à eau servant à fouler la laine.
- En 1791, la commune de Berzy-le-Sec absorbe les communes voisines de Chazelles et de Léchelle par arrêté du directoire du département[22].

## La première guerre mondiale

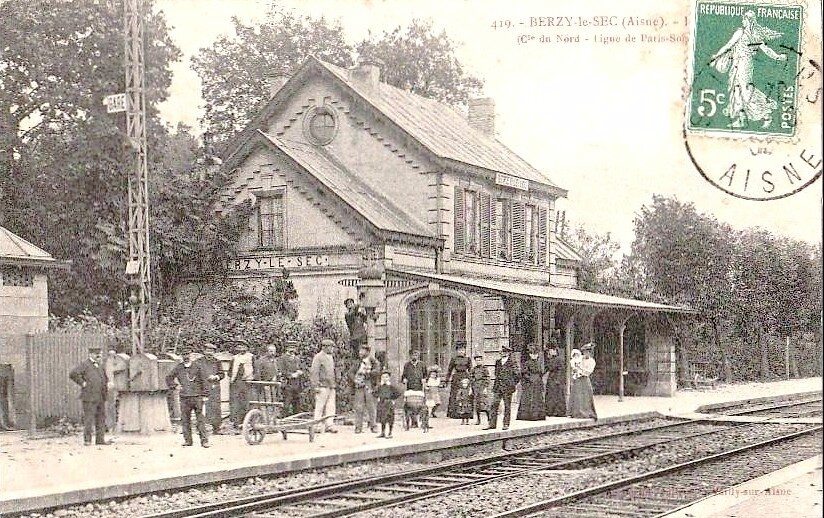
la gare de Berzy-le-Sec avant la guerre 14.

Comme d'autres villages  de la région, Berzy-le-Sec est sorti meurtri de la Grande Guerre car le village est resté sur la ligne de front tout au long de la guerre.
Le 31 août 1914, soit moins d'un mois après la déclaration de guerre, l'armée française bat en retraite vers l'ouest et les Allemands arrivent à Berzy-le-Sec.
En octobre de la même année, le secteur sera repris par les troupes françaises et le front se stabilisera à une vingtaine de kilomètres au nord de Soissons.

Le 31 mars 1917, M. Raymond Poincarré, président de la République, accompagné du général Nivelle, descendent à la gare de Berzy pour visiter le front.

En mai 1917, les soldats français tiennent les hauteurs du village. Des combats meurtriers se dérouleront le 30 mai car les Allemands essayaient de reprendre la position

Le village sortira définitivement de la zone des combats le 21 juillet 1918, la commune est reprise par la 69e division d'infanterie.

Sur le monument aux morts sont inscrits les noms des 28 soldats berziciens  Morts pour la France.

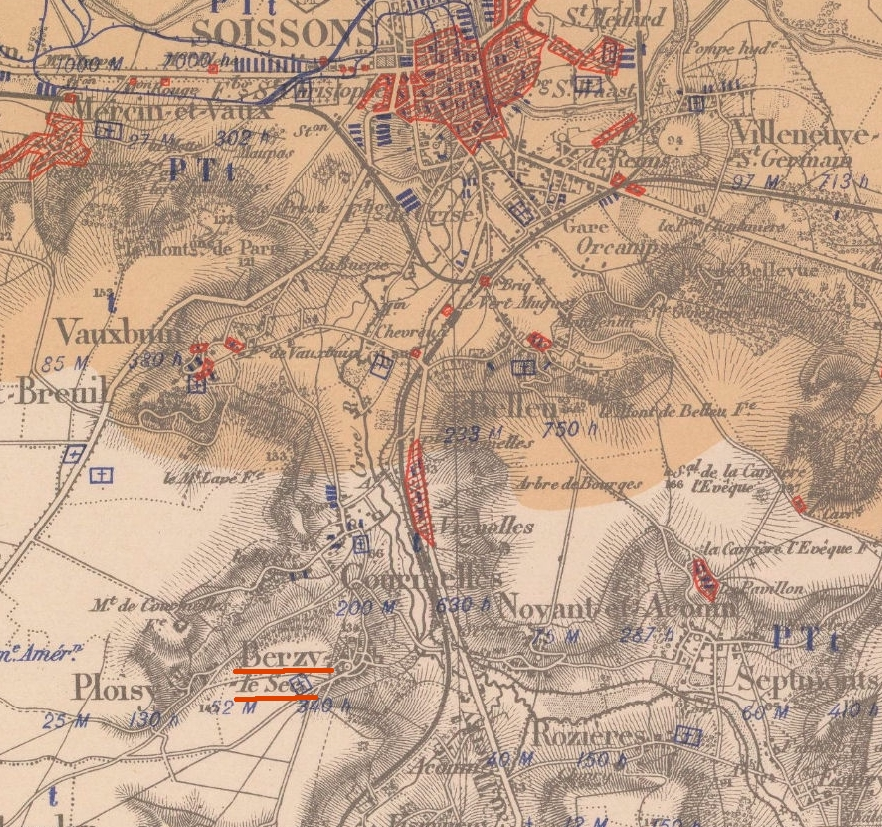
La carte des régions dévastées établie à l'issue de la guerre. En hachuré rouge, zones complètement détruite
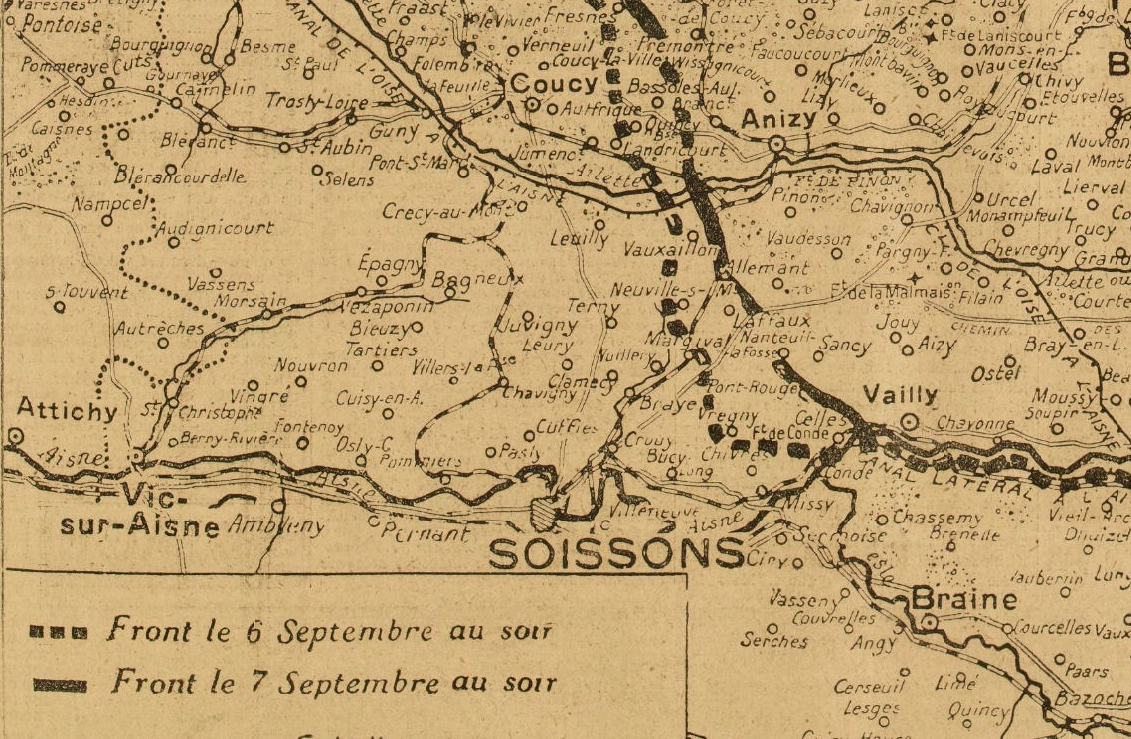
Carte du front les 6 et 7 septembre 1918 montrant la progression des troupes françaises dans le secteur nord de Soissons. Berzy est alors en dehors du front

### L'église Saint-Quentin classée Monument historique
|  |  |  |

### Le château classé Monument historique
|  |  |  |

## Politique et administration

### Découpage territorial

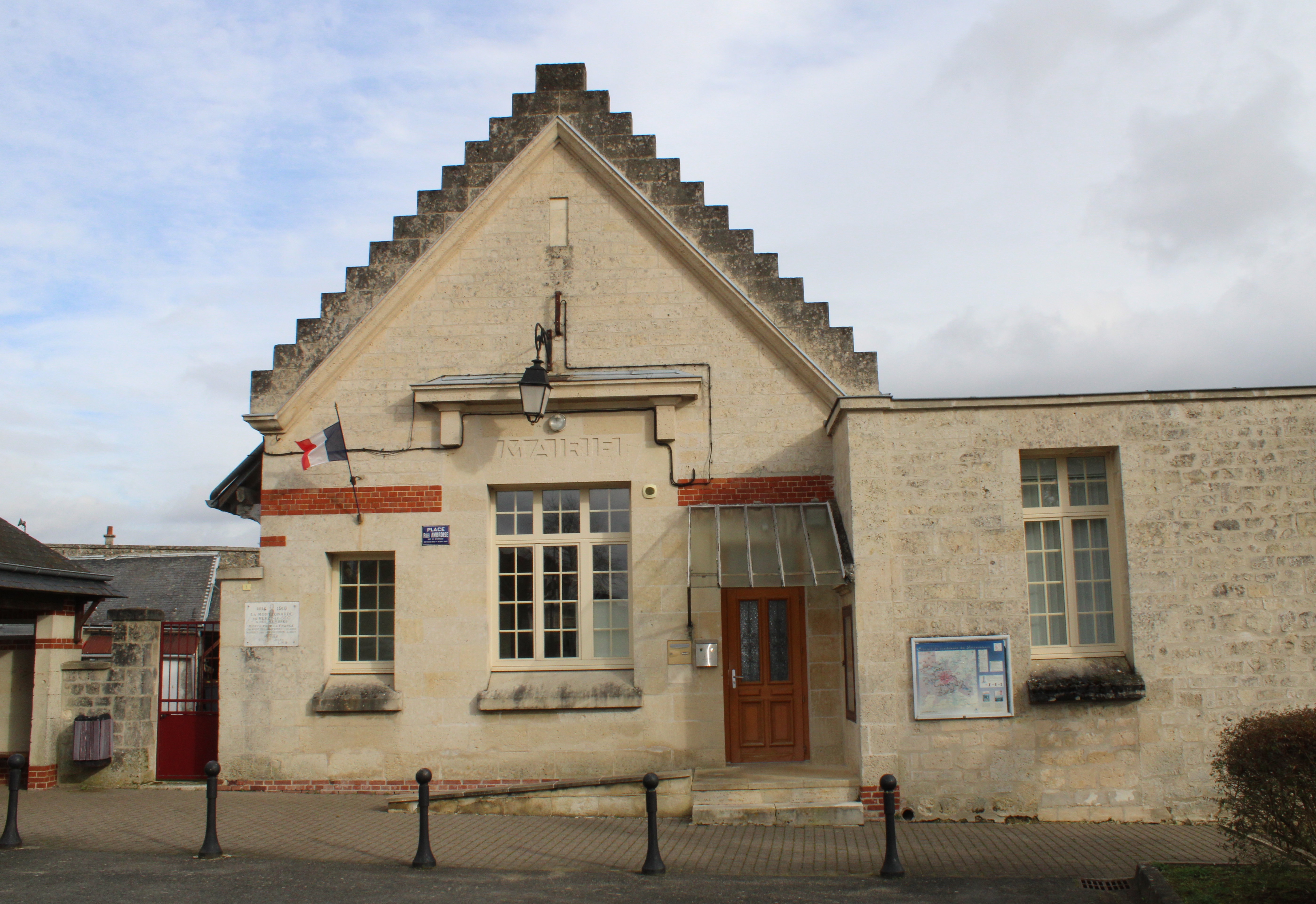
La mairie.

La commune de Berzy-le-Sec est membre de l'intercommunalité GrandSoissons Agglomération, un établissement public de coopération intercommunale (EPCI) à fiscalité propre créé le 29 décembre 1999 dont le siège est à Cuffies. Ce dernier est par ailleurs membre d'autres groupements intercommunaux.
Sur le plan administratif, elle est rattachée à l'arrondissement de Soissons, au département de l'Aisne et à la région Hauts-de-France. Sur le plan électoral, elle dépend du  canton de Soissons-2 pour l'élection des conseillers départementaux, depuis le redécoupage cantonal de 2014 entré en vigueur en 2015, et de la quatrième circonscription de l'Aisne  pour les élections législatives, depuis le dernier découpage électoral de 2010.

### Liste des maires

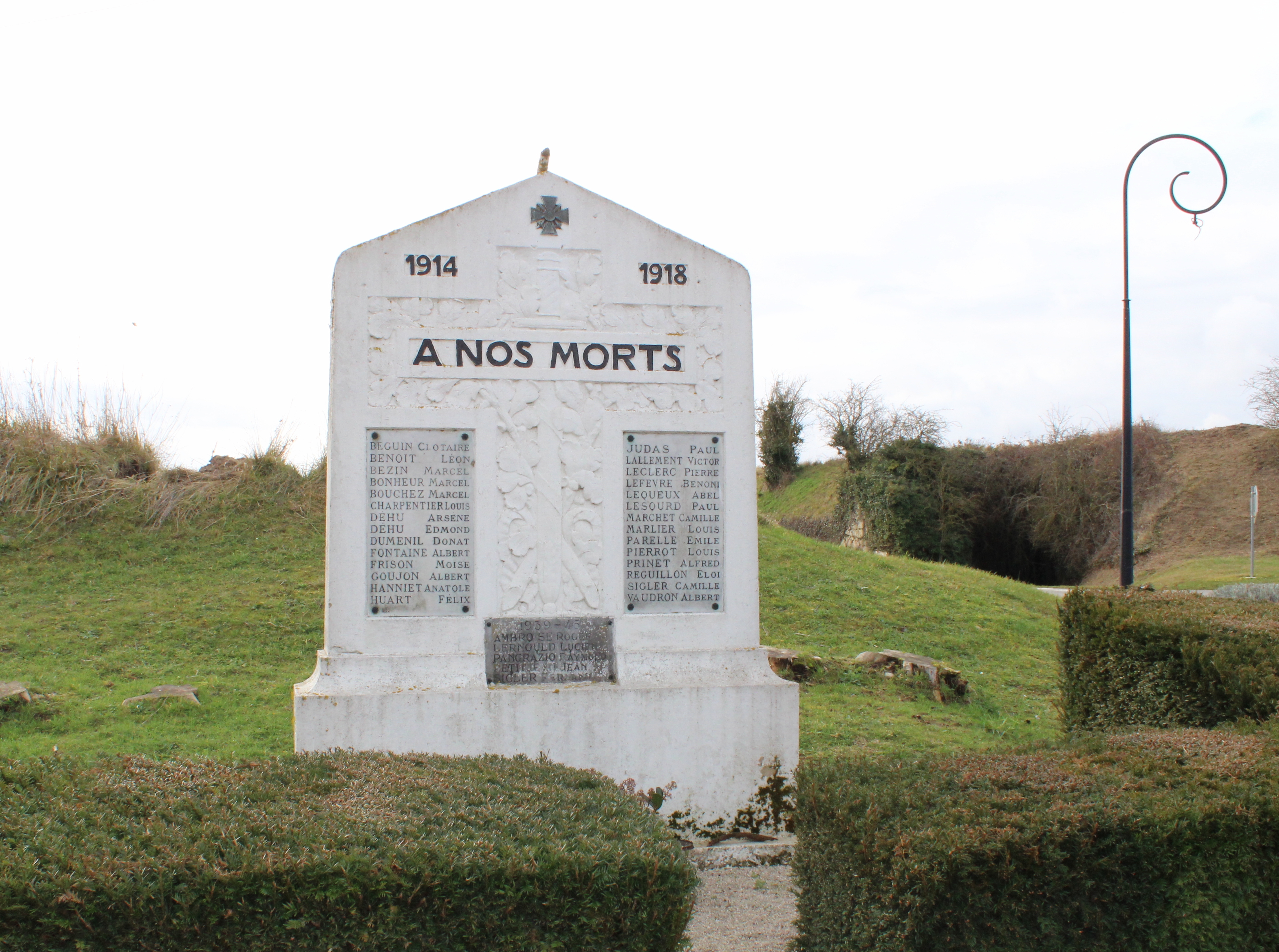
Le monument aux morts.

| Période                                  | Période       | Identité           | Étiquette | Qualité                                              |
| ---------------------------------------- | ------------- | ------------------ | --------- | ---------------------------------------------------- |
| Les données manquantes sont à compléter. |               |                    |           |                                                      |
| avant 1988                               | ?             | Robert Bonheur     | PS        |                                                      |
| mars 2001                                | mars 2008     | Jacques Maurice    |           |                                                      |
| mars 2008                                | 2012          | Gilles Dupont      |           | Démissionnaire                                       |
| 14 février 2012                          | mars 2014     | Gérald Bontemps    |           |                                                      |
| 28 mars 2014                             | décembre 2022 | Christian Deulceux | SE        | Professeur des écoles Réélu pour le mandat 2020-2026 |

### Liste des maires délégués
| Période          | Période                        | Identité           | Étiquette | Qualité                                              |
| ---------------- | ------------------------------ | ------------------ | --------- | ---------------------------------------------------- |
| 1er janvier 2023 | En cours (au 1er janvier 2023) | Christian Deulceux | SE        | Professeur des écoles Réélu pour le mandat 2020-2026 |

## Démographie
L'évolution du nombre d'habitants est connue à travers les recensements de la population effectués dans la commune depuis 1793. Pour les communes de moins de 10 000 habitants, une enquête de recensement portant sur toute la population est réalisée tous les cinq ans, les populations de référence des années intermédiaires étant quant à elles estimées par interpolation ou extrapolation. Pour la commune, le premier recensement exhaustif entrant dans le cadre du nouveau dispositif a été réalisé en 2007.

En 2022, la commune comptait 366 habitants, en évolution de −6,15 % par rapport à 2016 (Aisne : −1,97 %, France hors Mayotte : +2,11 %).
| 1793 | 1800 | 1806 | 1821 | 1831 | 1836 | 1841 | 1846 | 1851 |
| ---- | ---- | ---- | ---- | ---- | ---- | ---- | ---- | ---- |
| 315  | 315  | 332  | 387  | 400  | 400  | 407  | 400  | 372  |

| 1856 | 1861 | 1866 | 1872 | 1876 | 1881 | 1886 | 1891 | 1896 |
| ---- | ---- | ---- | ---- | ---- | ---- | ---- | ---- | ---- |
| 360  | 478  | 417  | 438  | 443  | 455  | 481  | 444  | 425  |

| 1901 | 1906 | 1911 | 1921 | 1926 | 1931 | 1936 | 1946 | 1954 |
| ---- | ---- | ---- | ---- | ---- | ---- | ---- | ---- | ---- |
| 456  | 457  | 421  | 380  | 405  | 430  | 418  | 438  | 378  |

| 1962 | 1968 | 1975 | 1982 | 1990 | 1999 | 2006 | 2007 | 2012 |
| ---- | ---- | ---- | ---- | ---- | ---- | ---- | ---- | ---- |
| 427  | 385  | 368  | 411  | 365  | 395  | 396  | 396  | 404  |

| 2017 | 2022 | - | - | - | - | - | - | - |
| ---- | ---- | - | - | - | - | - | - | - |
| 385  | 366  | - | - | - | - | - | - | - |

## Lieux et monuments

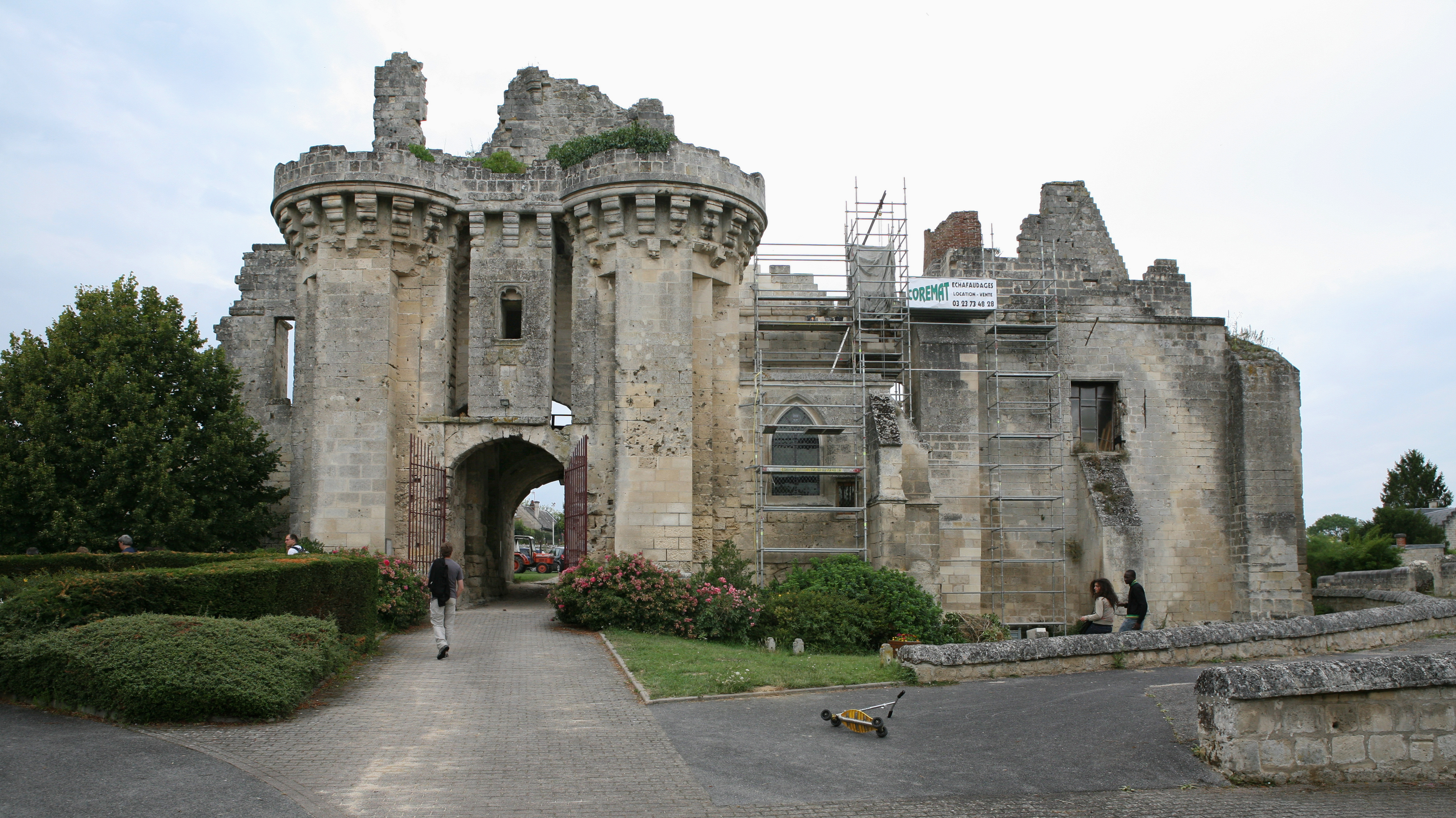
Château de Berzy-le-Sec aperçu depuis les abords de la mairie.

Sont classés aux monuments historiques :
- les ruines, près de l'église, du château des XIIIe ou XIVe siècle, et XVe siècle[38], depuis 1926 ;
- l'église Saint-Quentin du XIIe siècle, depuis 1886. Un exemple de la transition entre roman et gothique, une partie des chapiteaux du chœur et de l'abside sont historiés et l'église possède de peintures murales des XIIe et XIIIe siècles. Elle fut en grande partie détruite pendant la guerre puis reconstruite ;
- les polissoirs de la Pointe des Roches datant du néolithique, depuis 1899.

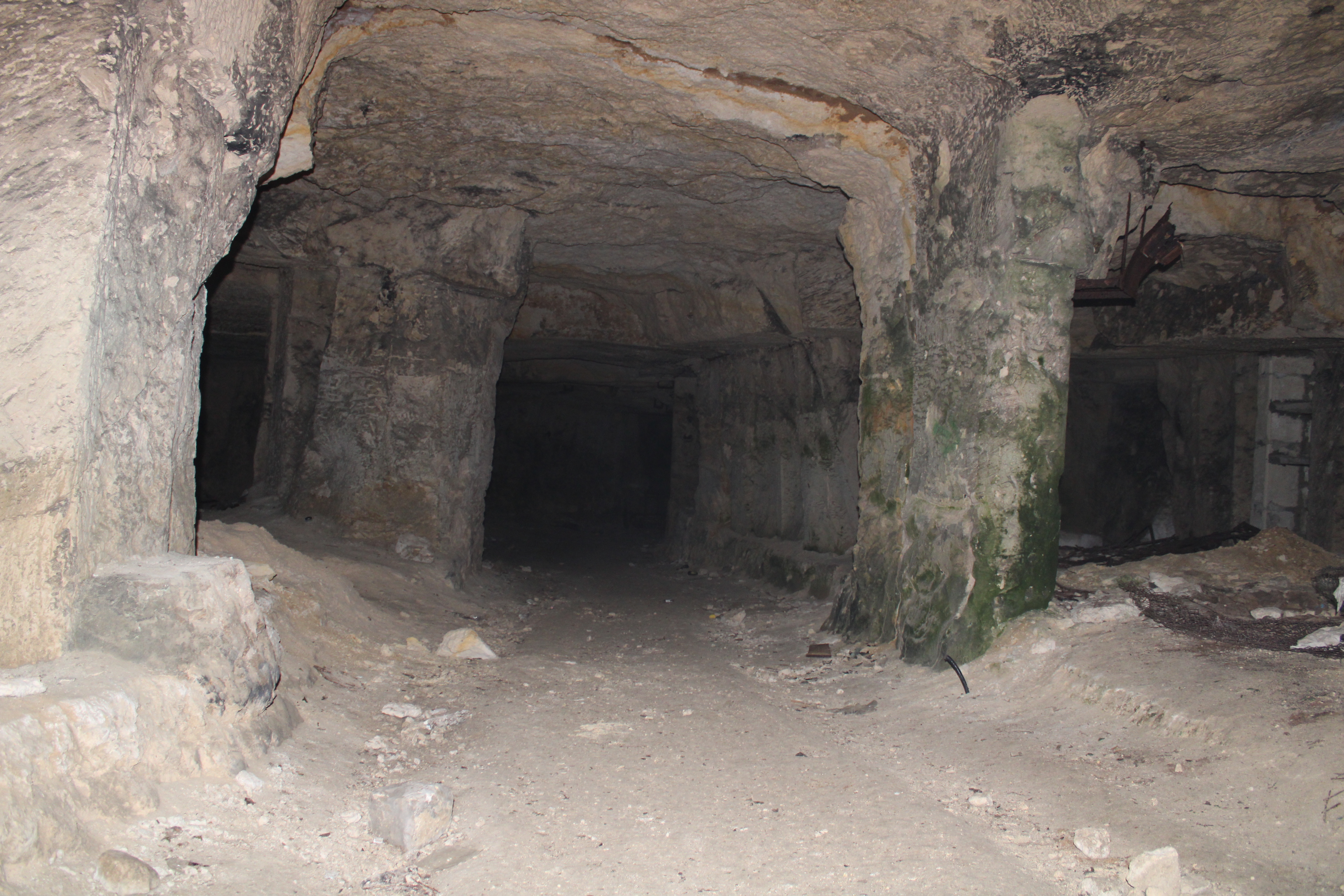
Les anciennes carrières de pierre.
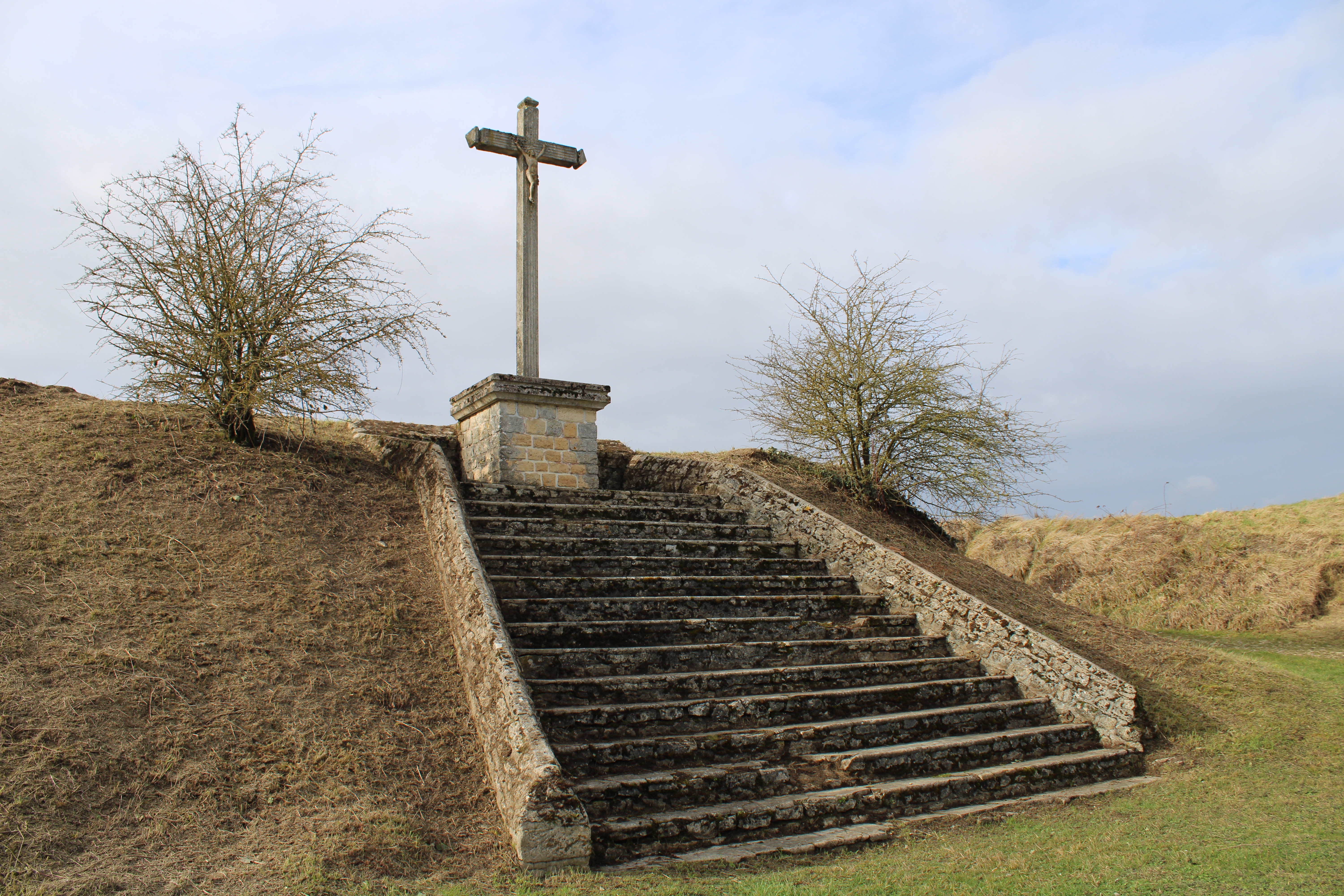
Le calvaire.
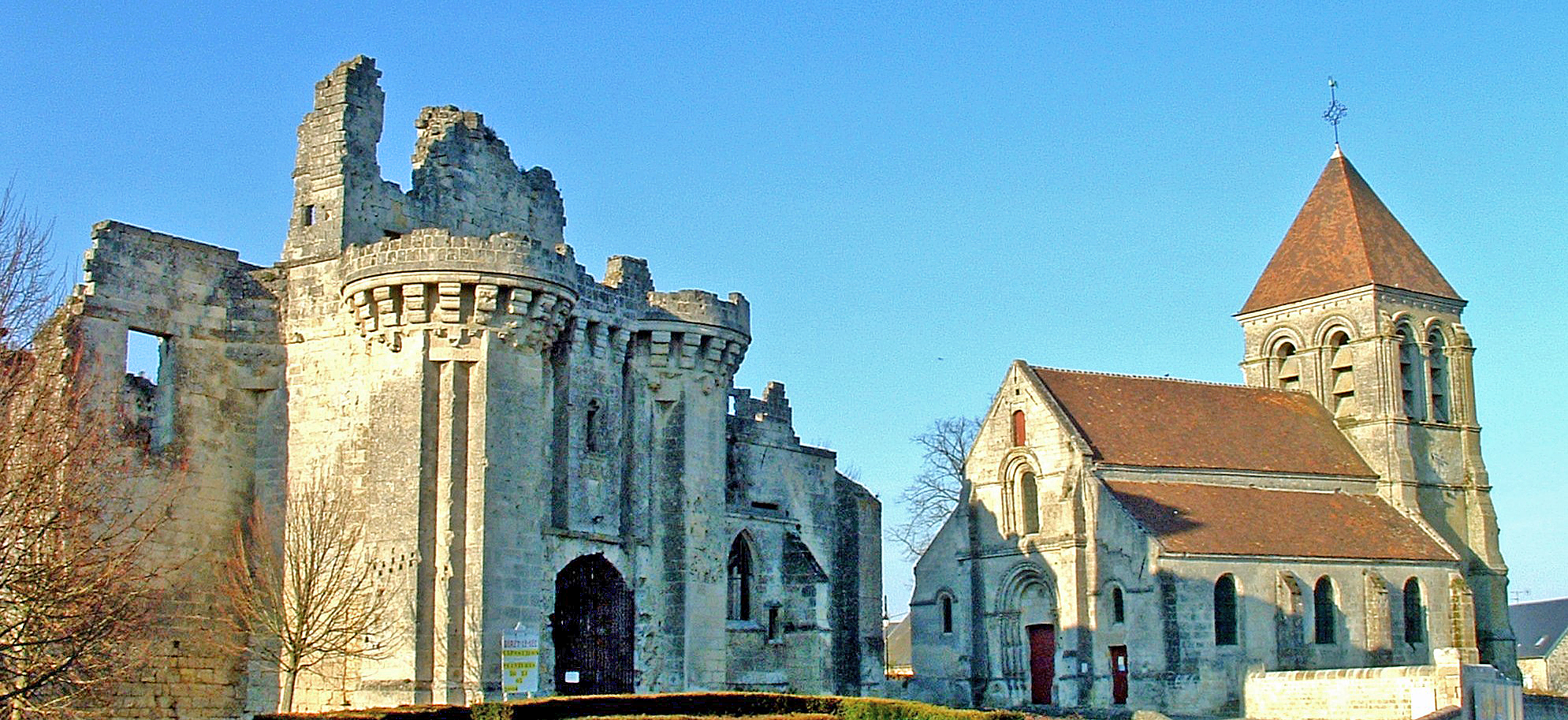
Le château et l'église.

## Personnalités liées à la commune
- Roger Ambroise, résistant et déporté. Mort en déportation, la municipalité l'a honoré en donnant son nom à une place.
- Yoshiki Hayashi, le leader du groupe X Japan, fut filmé par le réalisateur français Didier Deleskiewicz pour le tournage du vidéo-clip de la chanson Rose Of Pain dans les ruines du château durant l'été 1989.